# Digital Audio Stationary Head
Unter dem Begriff DASH (Digital Audio Stationary Head)-Format versteht man eine Formatübereinkunft zur digitalen Speicherung von Audiodaten auf Magnetband mit feststehenden Köpfen. Das Format wird bei vielen unterschiedlichen Bandmaschinen mit offenen Bändern eingesetzt.

## Digitale Schallspeicherung auf Magnetband
Bei der Aufnahme auf Magnetband spricht man von einer linearen Aufnahmetechnik, da aufeinanderfolgende Zeitpunkte einer Aufnahme aufeinanderfolgenden Stellen auf dem Band entsprechen.
Zur digitalen Speicherung von Audiodaten auf Magnetband stehen zwei verschiedene Prinzipien zur Verfügung, die sich in ihrer Laufwerkstechnik unterscheiden. Zum einen gibt es digitale Bandmaschinen, deren Aufnahme- und Wiedergabeköpfe feststehen, zum anderen gibt es Systeme, bei denen die Köpfe rotieren. Beide Verfahren wurden weitgehend von analogen Maschinen übernommen. Das Laufwerk mit feststehenden Köpfen stammt aus der analogen Tonbandmaschine, während das Laufwerk mit den rotierenden Köpfen aus der analogen Videomaschine übernommen wurde.
Digitale Daten lassen sich nicht direkt auf Magnetband aufzeichnen. Sie müssen vorher aufbereitet werden, um Aufzeichnungsfehler zu vermeiden. Diesen Vorgang bezeichnet man als Kanal- und Fehlercodierung. Diese ist sehr wichtig, da sowohl bei der Aufnahme als auch bei der Wiedergabe einzelne Bereiche des Bandes durch Verschmutzung oder fehlerhafte Stellen unlesbar sein können. Allerdings sind die Anforderungen an das Band viel höher als bei rein analoger Technik, da die Dichte des Datenstroms sehr hoch ist und schon kleinste Fehler im Band, die bei einer Analogaufnahme nicht auffallen würden, fatale Klangbeeinträchtigungen zur Folge haben können. Dies wirkt sich auch auf die Archivierfähigkeit aus. Viele Studios konnten schon nach weniger als 10 Jahren Archivierdauer starke Beschädigungen der digitalen Informationen auf den Bändern feststellen, nicht nur bei DASH-Aufnahmen, sondern auch bei Aufnahmen von Geräten, die das Heliscan-Verfahren verwenden (z. B. ADAT), also mit rotierenden Köpfen arbeiten.
Außerdem werden im Rahmen der Kanal- und Fehlercodierung die Daten mit einer Synchroninformation versehen, die dafür sorgt, dass bei der Wiedergabe eine exakte Aufbereitung des Signals möglich ist.
Die digitale Schallspeicherung auf Magnetband mittels feststehender Köpfe findet heute nur noch in sehr spezifischen Anwendungsfällen statt.

## Digitale Schallspeicherung mit feststehenden Köpfen
Aufnahmegeräte für den Betrieb mit offenen Tonbandspulen (DASH und Pro-Digi) wurden als Ersatz für die analogen Zweikanal- und Mehrspur-Bandmaschinen im Studio entwickelt. Theoretisch ist bei diesen Bändern ein mechanischer Schnitt, ähnlich wie bei der analogen Technik, möglich. Neben den offenen Tonbandspulen gab es auch geschlossene Varianten wie das Acht-Spur-Format von Yamaha sowie das Consumer-Format DCC, die sich allerdings nicht durchsetzten.

## Eigenschaften des DASH-Formats
Das DASH-Format wurde von den Firmen Sony, Studer und Matsushita entwickelt. Es kann mit zwei Samplingfrequenzen, 44,1 kHz oder 48 kHz, mit je 16 Bit gearbeitet werden. Je nach Samplingfrequenz sind drei verschiedene Bandgeschwindigkeiten möglich (siehe Abb.). Diese sind:
- DASH-F (F=Fast/schnell)
- DASH-M (M=Medium/mittel)
- DASH-S (S=Slow/langsam)

| Samplingfrequenz | Bandgeschwindigkeit (cm pro Sekunde) | Bandgeschwindigkeit (cm pro Sekunde) | Bandgeschwindigkeit (cm pro Sekunde) |
|                  | langsam                              | mittel                               | schnell                              |
| 44,1 kHz         | 17,50                                | 35,00                                | 70,01                                |
| 48 kHz           | 19,05                                | 38,10                                | 76,20                                |

| Bandbreite          | 1/4 Zoll Band | 1/4 Zoll Band | 1/2 Zoll Band | 1/2 Zoll Band |
| Aufzeichnungsdichte | normal        | doppelt       | normal        | doppelt       |
| Spuren (digital)    | 8             | 16            | 24            | 48            |
| Kontrollspuren      | 4             | 4             | 4             | 4             |

| Anzahl digitaler Audiospuren bei den verschiedenen Bandgeschwindigkeiten |   |    |    |    |
| schnell                                                                  | 8 | 16 | 24 | 48 |
| mittel                                                                   | – | 8  | –  | 24 |
| langsam                                                                  | 2 | 4  | –  | –  |

Hierbei erreicht nur das DASH-F Format die maximale Anzahl von 48 Spuren. Als Aufnahmemedium wird entweder ¼″ oder ½″ Reineisen-Magnetband verwendet. Die digitalen Spuren werden von speziellen Dünnschichtköpfen beschrieben und gelesen. Es sind höchstens 48 Spuren gleichzeitig möglich. Da mit normaler oder doppelter Dichte aufgezeichnet werden kann gibt es mehrere Aufzeichnungsformate, aus denen je nach Anzahl der benötigten Audiospuren ausgewählt werden kann (siehe Tabelle). Die Aufzeichnung der Daten findet in einzelnen Blöcken statt, wobei die Aufzeichnungsdichte immer 1,51 kBit/mm beträgt. Die Blockadressen und Synchroninformationen zu den digitalen Audiodaten befinden sich auf einer separaten Kontrollspur (siehe Abb.).